# Robert Emms
Robert Emms (rojen kot Robert James MacPherson), angleški igralec * 20. maj 1986 Horley, Združeno Kraljestvo. 
Najbolj je znan po upodobitvi Pitagore v fantazijsko-pustolovski seriji BBC One Atlantis.

## Zgodnje življenje
Emms se je rodil v Horleyju v Surreyu v Angliji. Po končani osnovni šoli se je vpisal na lokalno srednjo šolo Oakwood School, Horley. Od leta 2002 do 2004 je študiral na šoli za uprizoritvene umetnosti in tehnologijo BRIT, nato pa med letoma 2004 in 2007 na Londonski akademiji za glasbo in dramsko umetnost (LAMDA). 

## Kariera
Marca 2009 je Emms igral glavno vlogo Alberta v predstavi Vojni konj nacionalnega gledališča. Potem, ko ga je Steven Spielberg videl v filmu War Horse v gledališču New London Theatre, je bil v filmu Spielberg v filmski adaptaciji predstave imenovan za igranje vloge David Lyons.
Junija 2011 ga je Screen International imenoval za »Jutrijšno zvezdo«. 
Njegova druga filmska dela vključujejo Kick Ass 2 skupaj z Jimom Carreyem in Rickom Buckleyem v Broken, ki ga je za BBC-jeve filme režiral Rufus Norris. Nastopil je kot elizabetanski dramatik Thomas Dekker v Anonymous v režiji Rolanda Emmericha, v različici Sneguljčice bratov Grimm Tarsem Singh, v filmu Mirror Mirror, z Julijo Roberts in v filmu The Arbor, nominiranem za BAFTA, režiserja Clia Barnard. Upodobil je tudi Vitasa Gerulaitisa v filmu Borg / McEnroe režiserja Janusa Metza Pedersona (skupaj s Shia LaBeoufom).
Med Emmsovimi pomembnimi televizijskimi nastopi so Happy Valley avtorice Sally Wainwright, Pot Jimmyja McGovernja in Scott & Bailey. Leta 2015 je Emms igral vlogo Smittyja, umetniškega vnuka Petunije Howe, v tridelni BBC-jevi seriji Glavni, ki temelji na istoimenskem romanu Johna Lanchestera. Nazadnje je skupaj z Kitom Harington in Liv Tyler upodobil Johna Gerarda v BBC-jevi seriji Gunpowder. Igral je tudi Pitagoro v seriji Atlantis za BBC. 
Leta 2019 je Emms igral v HBO-jevi miniseriji Černobil kot inženir Leonid Toptunov. 
Igral je tudi Jacka v Jurski svet: Padlo kraljestvo (2018) in tretji sezoni serije Jurassic World Camp Cretaceous (2021).